# 아소즈촌 (후쿠이현)
아소즈촌(麻生津村)은 후쿠이현 아스와군에 있던 촌이다. 현재의 후쿠이시 중심부의 남쪽에 해당한다.

## 역사
- 1889년 4월 1일 - 정촌제 시행에 의해 23개 촌의 구역을 가지고 성립하였다.
- 1957년 10월 1일 - 후쿠이시에 편입해, 동일 아소즈촌은 폐지되었다.

## 교통

### 철도
- 후쿠이 철도
  - 후쿠부선

### 도로
- 국도 제8호선

## 참고문헌
- 『角川日本地名大辞典 18 福井県』角川書店、1989年